# Brook Lopez
Brook Robert Lopez (Califórnia 1 de abril de 1988) é um jogador norte-americano de basquete profissional que atualmente joga no Los Angeles Clippers da National Basketball Association (NBA).
Ele jogou dois anos de basquete universitário na Universidade de Stanford e foi selecionado pelo New Jersey Nets como a décima escolha geral no draft da NBA de 2008. Lopez jogou pelos Nets por nove temporadas e é o maior pontuador de todos os tempos da franquia. Lopez foi negociado com o Los Angeles Lakers em 2017 e assinou com os Bucks em 2018. Em 2025, após o fim da temporada, ele se tornou agente livre, assinando um contrato com o Los Angeles Clippers de US$ 18 milhões em 2 anos.
Seu irmão gêmeo Robin Lopez também é um jogador da NBA.

## Primeiros anos
Brook Lopez nasceu em North Hollywood, Los Angeles, filho de Deborah Ledford e Heriberto Lopez, natural de Cuba. Lopez mudou-se de Hollywood para Oak Harbor, Washington enquanto estava na segunda série para ficar perto de seu irmão mais velho, Alex, que estava jogando basquete na Universidade de Washington na época.
Ele se mudou para sua atual cidade natal, Fresno, Califórnia, um ano depois, onde estudou na San Joaquin Memorial High School. Enquanto estava lá, ele jogou basquete com seu irmão gêmeo, Robin Lopez, e com Quincy Pondexter, outro futuro jogador da NBA. Em seu último ano, com 2,13 m e 106 kg, ele obteve médias de 13,6 pontos, 7,2 rebotes e 2,5 bloqueios. Eles jogaram em sua bem-sucedida equipe da AAU, a Elite Basketball Organization (EBO), junto com Derrick Jasper e Tre'Von Willis.
Brook, junto com seu irmão, Robin, se comprometeu com a Universidade de Stanford no início de 2005. Os gêmeos Lopez foram a segunda combinação de gêmeos em Stanford, após Jason e Jarron Collins.

## Carreira universitária

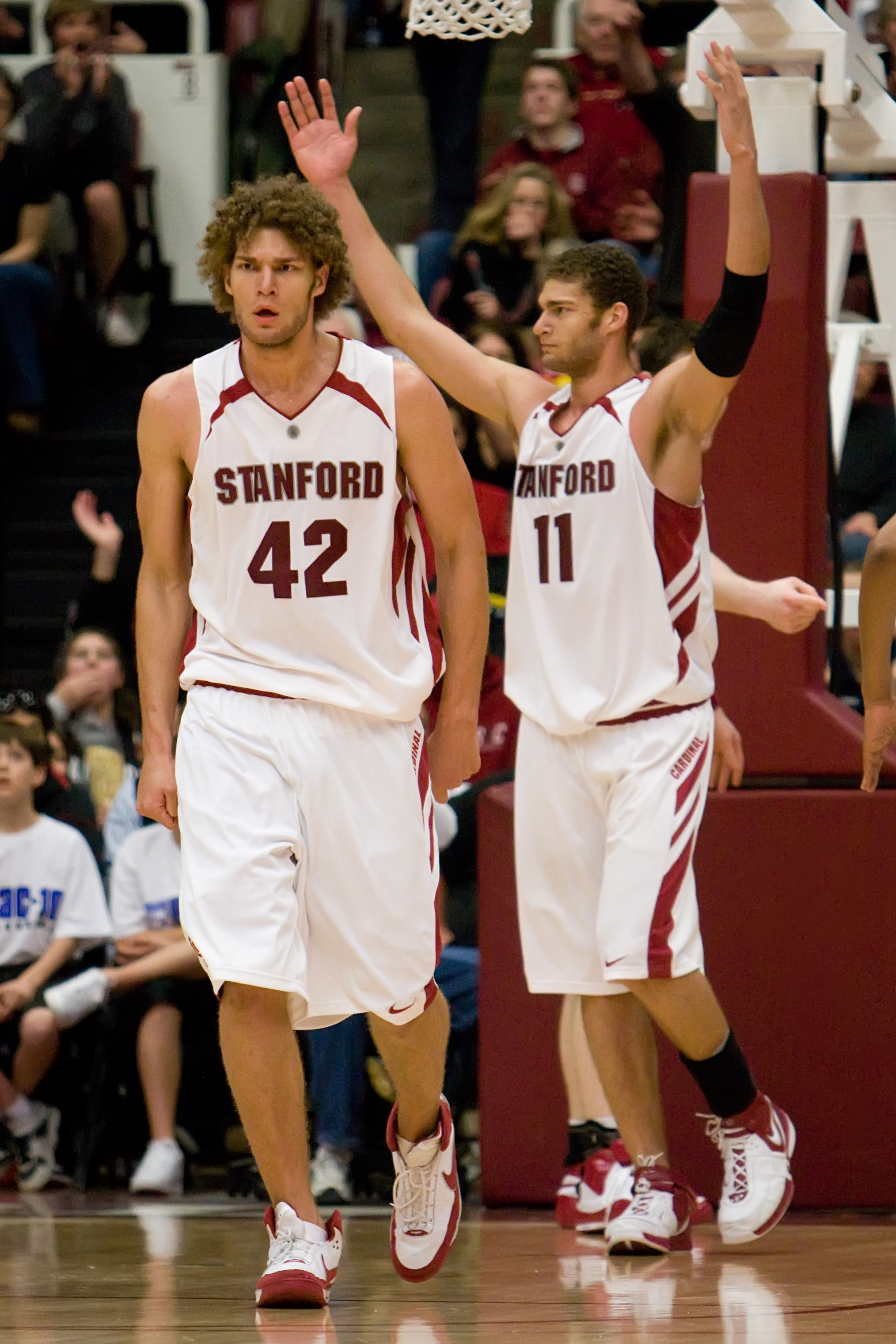
Lopez (à direita) com o irmão Robin na Universidade de Stanford

A temporada de 2006-07 foi a primeira temporada de Lopez na Universidade de Stanford. Ele foi nomeado para a Equipe de Novatos da Pac-10 após ter médias de 12,6 pontos e 6,0 rebotes ao longo de sua temporada de calouro.
Na temporada seguinte, ele teve médias de 19,3 pontos, 8,2 rebotes, 1,5 assistências e 2,1 bloqueios. Na segunda rodada do Torneio da NCAA de 2008, Lopez acertou a cesta da vitória contra Marquette na prorrogação. Ele foi nomeado para a Primeira-Equipe da Pac-10 e foi nomeado para a Terceira-Equipe All-American.
Em 31 de março de 2008, os dois irmãos Lopez se declararam para o draft da NBA de 2008.

## Carreira profissional

### New Jersey/Brooklyn Nets (2008–2017)

#### Novato e médias crescentes (2008–2011)
Lopez foi selecionado pelo New Jersey Nets como a 10º escolha geral. Seu irmão gêmeo, Robin, foi selecionado pelo Phoenix Suns como a 15º escolha geral.
Brook jogou seu primeiro jogo da NBA em 29 de outubro de 2008 em uma vitória de 95-85. Ele registrou 8 pontos, 8 rebotes e 2 bloqueios em 25 minutos.

Lopez começou a ser titular nos Nets depois que uma lesão tirou Josh Boone e depois que ele começou a ter números sólidos. Em sua temporada de estreia, ele teve médias de 13,0 pontos, 8,1 rebotes e 1,9 bloqueios, jogando em todos os 82 jogos da temporada regular. Ele ficou em 4º lugar na NBA em bloqueios com 154 e 9º em bloqueios por jogo com 1,9, que foi o primeiro entre os novatos. Ele terminou em terceiro na votação do Prêmio de Novato do Ano e foi nomeado para a Primeira-Equipe de Novatos. Ele foi escolhido como o Novato do Mês em janeiro e fevereiro. Os Nets terminaram com um recorde de 34-48, não conseguindo se classificar para os playoffs.

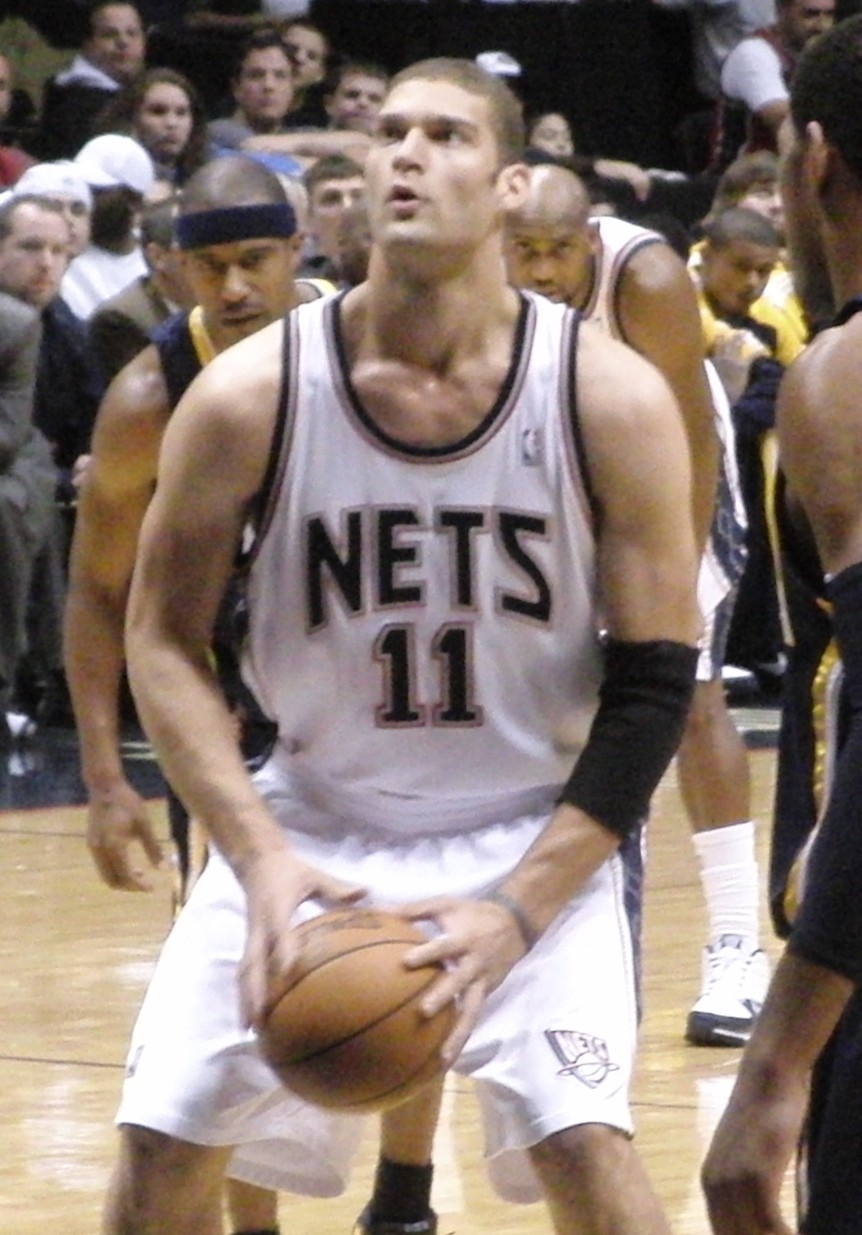
Lopez na linha de lance livre em novembro de 2009

Os Nets começou a temporada de 2009-10 tendo um recorde de 0-18, o pior começo de temporada na história da NBA. Por causa de seu início, os Nets demitiram o técnico Lawrence Frank. Os Nets venceram seu primeiro jogo em 4 de dezembro de 2009 contra o Charlotte Bobcats por 97-91. Lopez contribuiu para a vitória com 31 pontos e 14 rebotes.
Em sua segunda temporada, Lopez quebrou recordes de sua carreira em minutos jogados por jogo (36,9), rebotes por jogo (8,6) e média de pontos por jogo (18,8). Lopez foi titular em todos os jogos dos Nets na temporada. Apesar de seu desempenho melhor, no entanto, os Nets foram mal durante toda a temporada, terminando com uma das piores campanha da história da NBA em 12-70; apenas 3 vitórias a mais do que o Philadelphia 76ers de 1972-73.
Em sua terceira temporada na NBA, Lopez, pelo terceiro ano consecutivo, jogou em todos os 82 jogos da temporada regular. Ele teve dificuldades e foi criticado pelo técnico Avery Johnson por causa de seus rebotes. Durante a temporada, os Nets contratou o armador Deron Williams, o que ajudou Lopez de forma significativa, visto que ele viu sua média de pontuação aumentar. Durante a temporada, ele  teve médias de 20,4 pontos, 6,0 rebotes, 1,6 assistências e 1,5 bloqueios. Os Nets terminou com um recorde de 24-58, mais uma vez perdendo os playoffs.

#### All-Star e temporadas com lesões (2011–2014)

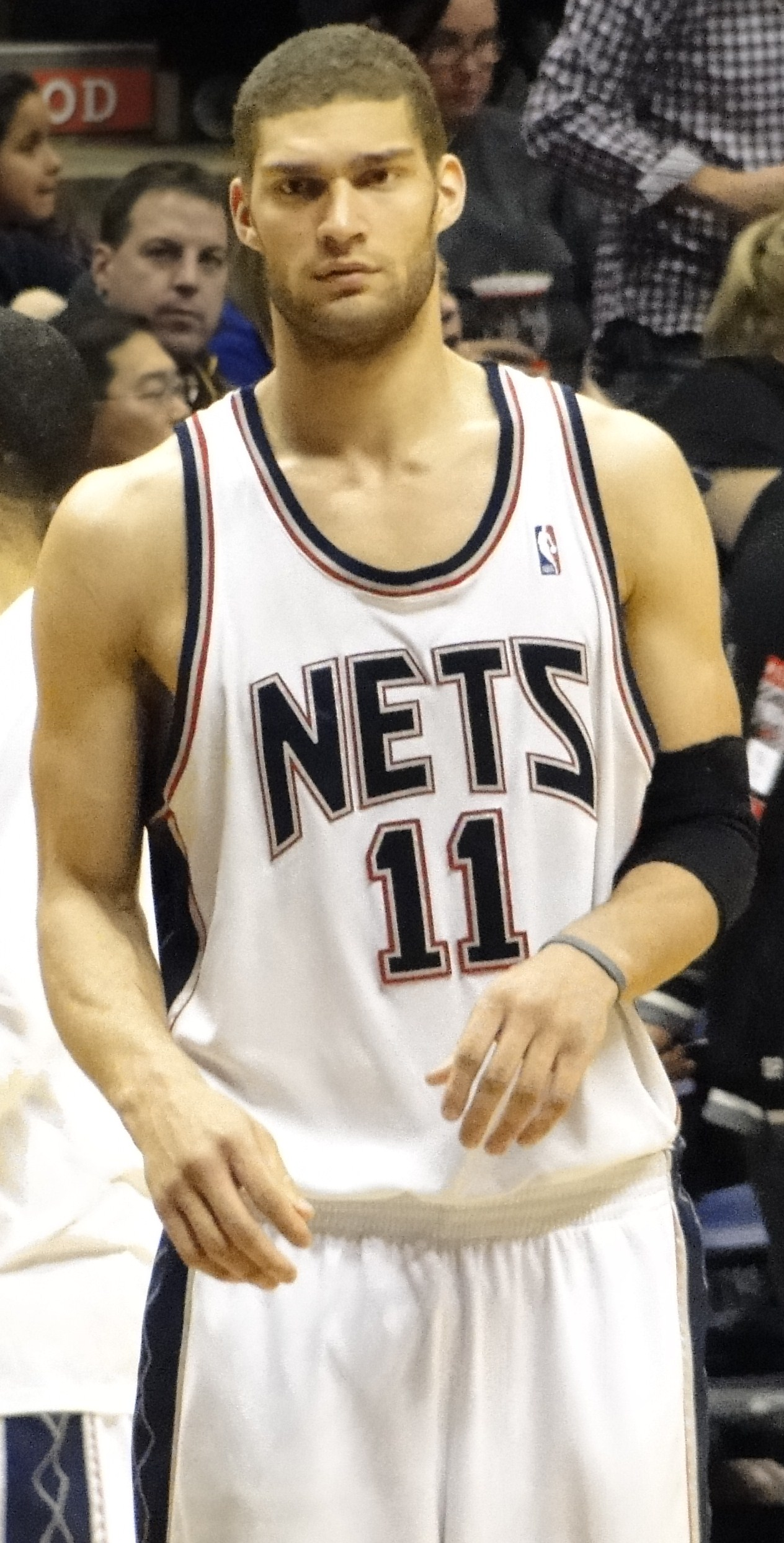
Lopez com o New Jersey Nets em 2010

Na pré-temporada da temporada encurtada de 2011-12, Lopez quebrou o pé direito e perdeu os primeiros 32 jogos da temporada regular. Em sua estreia na temporada contra o Milwaukee Bucks, ele registrou 9 pontos e 2 rebotes. Em apenas seu terceiro jogo de volta, ele marcou 38 pontos, o recorde da temporada, em uma vitória sobre o Dallas Mavericks. Cinco jogos depois de sua estreia na temporada, ele machucou o tornozelo direito na vitória sobre o Charlotte Bobcats. Devido ao recorde ruim dos Nets, eles decidiram deixar Lopez de fora do restante da temporada. No pouco tempo em que jogou, ele teve médias de 19,2 pontos e 3,6 rebotes.
Em 11 de julho de 2012, os Nets renovaram com Lopez em um contrato de $ 61 milhões por quatro anos. Ele teve um início quente em 2012, marcando 27 pontos na abertura da temporada contra o Toronto Raptors. Ele seguiu esse desempenho marcando 20 ou mais pontos em sete dos próximos 12 jogos, antes de machucar o tornozelo na vitória sobre o Boston Celtics em 28 de novembro. Os Nets tiveram um recorde de 2-5 sem Lopez antes dele retornar em 14 de dezembro. Ele começou a jogar bem novamente no final de dezembro, tendo três jogos consecutivos de 20 pontos e 10 rebotes, incluindo 35 pontos e 11 rebotes na vitória sobre o Cleveland Cavaliers em 29 de dezembro.
Em 30 de janeiro de 2013, o comissário da NBA, David Stern, selecionou Lopez para jogar no All-Star Game da NBA de 2013, sua primeira participação no All-Star, substituindo Rajon Rondo, que havia sofrido uma lesão. No jogo, Lopez teve 5 rebotes, 3 assistências e 3 pontos em 11 minutos; todos os seus pontos vieram da linha de lance livre.
Em 20 de março de 2013, Lopez registrou 38 pontos e 11 rebotes na vitória do Nets por 113-97 sobre o Dallas Mavericks. Na temporada de 2012–13, Lopez teve médias de 19,4 pontos, 6,9 rebotes e 2,1 bloqueios, o recorde de sua carreira. No final da temporada, os Nets venceram 49 jogos e foram a quarta melhor campanha do Leste. Lopez jogou em todos os sete jogos de playoffs e teve médias de 22,3 pontos e 7,4 rebotes. A equipe foi eliminado pelo Chicago Bulls na primeira rodada em uma série de sete jogos.
Na derrota na abertura da temporada para o Cleveland Cavaliers, Lopez registrou 21 pontos e 5 rebotes. Em 15 de novembro de 2013, ele registrou 27 pontos e 7 rebotes na vitória sobre o Phoenix Suns. Em 7 de dezembro de 2013, Lopez fez 32 pontos e 7 rebotes contra o Milwaukee Bucks.
Em 20 de dezembro de 2013, os Nets anunciaram que Lopez estava fora pelo resto da temporada devido a uma lesão no pé que sofreu na noite anterior contra o Philadelphia 76ers. Nos 17 jogos que disputou, ele obteve médias de 20,7 pontos e 6 rebotes. Esta foi a primeira temporada que ele não conseguiu registrar pelo menos um duplo-duplo.

#### 3 pontos e recordes da franquia (2014–2017)
Em 3 de novembro de 2014, Lopez fez sua estreia na temporada de 2014-15 depois de perder os primeiros dois jogos com uma lesão no pé. Em pouco menos de 24 minutos de ação, ele registrou 18 pontos, 6 rebotes, 2 bloqueios e 1 roubo de bola na vitória por 116-85 sobre o Oklahoma City Thunder. Lopez perdeu oito jogos entre 8 e 21 de dezembro devido a uma lesão na parte inferior das costas e, após seu retorno em 23 de dezembro contra o Denver, ele foi substituído por Mason Plumlee, que era o pivô titular em sua ausência. Ele permaneceu como reserva por mais três jogos antes de ser titular ao lado de Plumlee em 30 de dezembro contra o Chicago Bulls. Posteriormente, ele registrou 29 pontos, 5 rebotes e 2 bloqueios na vitória por 96-82.
Em 20 de março de 2015, Lopez registrou 32 pontos e 18 rebotes, recorde da temporada, em uma vitória de 129-127 sobre o Milwaukee Bucks. Em 6 de abril, ele foi nomeado o Jogador da Semana da Conferência Leste pelos jogos disputados de segunda, 30 de março a domingo, 5 de abril.
Em 26 de junho de 2015, Lopez optou por sair de seu contrato com os Nets para se tornar um agente livre. Em 9 de julho de 2015, ele assinou novamente com os Nets em um acordo de quatro anos e 60 milhões. Em 8 de dezembro, em uma vitória sobre o Houston Rockets, Lopez se tornou o sexto jogador a fazer 400 partidas pelos Nets, após Buck Williams (633), Jason Kidd (504), Kerry Kittles (455), Richard Jefferson (417) e Jason Collins (405).
Em 2 de janeiro de 2016, Lopez fez 30 pontos e 13 rebotes na vitória por 100-97 sobre o Boston Celtics. Dois dias depois, ele foi nomeado o Jogador da Semana da Conferência Leste pelos jogos disputados de 28 de dezembro a 3 de janeiro. Em 24 de janeiro, ele marcou 31 pontos, o melhor da temporada, na vitória por 116–106 sobre o Oklahoma City Thunder. Ele superou essa marca seis dias depois, marcando 33 pontos e 10 rebotes na derrota por 105-103 para o New Orleans Pelicans.
Em 19 de fevereiro, ele marcou 33 pontos em uma vitória por 109-98 sobre o New York Knicks. Ele passou Richard Jefferson (8.507 pontos) e se tornou o terceiro maior pontuador da história dos Nets. Em 24 de março, com 22 pontos contra o Cleveland Cavaliers, Lopez ultrapassou Vince Carter e ocupou o segundo lugar na lista de maiores pontuadores com 8.835 pontos.
Durante a pré-temporada, o técnico dos Nets, Kenny Atkinson, disse para Lopez estar pronto para se tornar um especialista em arremessos de três pontos. Em 2 de novembro de 2016, Lopez registrou 34 pontos e 11 rebotes na vitória por 109-101 sobre o Detroit Pistons. Ele acertou quatro cestas de três pontos durante o jogo. Em 15 de novembro, ele registrou 30 pontos, 10 rebotes e três bloqueios na derrota por 125-118 para o Los Angeles Lakers. Ele se tornou o líder da franquia em bloqueios, quebrando a marca de 863 bloqueios de George Johnson.
Em 28 de dezembro, ele marcou 33 pontos e acertou cinco cestas de três pontos na derrota por 101-99 para o Chicago Bulls. Em 25 de janeiro de 2017, ele marcou 33 pontos e acertou sete cestas de três pontos na derrota por 109-106 para o Miami Heat. Em 15 de fevereiro de 2017, ele marcou 36 pontos e realizou 8 bloqueios, empatando o recorde de sua carreira, na derrota por 129-125 para o Milwaukee Bucks.
Em 1º de março, ele marcou 24 pontos na vitória por 109-100 sobre o Sacramento Kings. Lopez ultrapassou a marca de 10.000 pontos com os Nets. Ele se tornou o segundo jogador na história da franquia a marcar 10.000 pontos, Buck Williams (10.440) foi o outro. Com 25 pontos contra o Boston Celtics em 10 de abril, Lopez ultrapassou Williams e se tornou o maior pontuador na história da franquia.

### Los Angeles Lakers (2017–2018)
Em 22 de junho de 2017, Lopez foi negociado, junto com Kyle Kuzma (a 27ª escolha no draft de 2017), para o Los Angeles Lakers em troca de D'Angelo Russell e Timofey Mozgov.
Em sua estreia pelos Lakers na abertura da temporada em 19 de outubro de 2017, ele marcou 20 pontos em uma derrota por 108–92 para o Los Angeles Clippers. Em 3 de novembro de 2017, ele acertou seis cestas de 3 pontos e marcou 34 pontos em uma vitória por 124-112 sobre seu ex-time, o Brooklyn Nets. Ele perdeu oito jogos entre 20 de dezembro e 1º de janeiro devido a uma lesão no tornozelo direito.

### Milwaukee Bucks (2018–Presente)

#### Primeiros anos em Milwaukee e honras defensivas (2018–2020)
Em 17 de julho de 2018, Lopez assinou um contrato de 1 ano e US$3.3 milhões com o Milwaukee Bucks. Em sua estreia pelos Bucks na abertura da temporada em 17 de outubro de 2018, ele marcou 14 pontos na vitória por 113-112 sobre o Charlotte Hornets. Em 11 de novembro, ele teve o recorde de sua carreira de oito cestas de 3 pontos e 28 pontos na vitória por 121–114 sobre o Denver Nuggets.
Depois de não acertar um único arremesso de 3 pontos em suas primeiras seis temporadas da NBA, Lopez se tornou uma ameaça constante, incluindo fazer pelo menos seis cestas de 3 pontos em três dos quatro jogos dos Bucks entre 6-11 de novembro. Ele ganhou o apelido de "Splash Mountain", uma homenagem aos Splash Brothers, os prolíficos arremessadores de 3 pontos, Stephen Curry e Klay Thompson do Golden State Warriors.
Em 1º de janeiro, Lopez marcou 25 pontos e acertou 7 cestas de 3 pontos na vitória por 121–98 sobre o Detroit Pistons. Em 19 de março, ele marcou 28 pontos na vitória por 115-101 sobre o Los Angeles Lakers. No Jogo 1 das finais da Conferência Leste, Lopez marcou 29 pontos, o recorde de sua carreira em playoffs, levando os Bucks a uma vitória por 108–100 sobre o Toronto Raptors.
Lopez assinou uma extensão de contrato de 4 anos e $ 52 milhões com o Milwaukee Bucks após a temporada de 2019.

#### Primeiro título (2020–Presente)
Em 23 de dezembro de 2020, Lopez fez sua estreia na temporada pelos Bucks, registrando sete pontos, três rebotes e dois bloqueios em uma derrota por 122-121 para o Boston Celtics. No jogo 5 das finais da Conferência Leste contra o Atlanta Hawks, Lopez teve 33 pontos para levar os Bucks a uma vitória por 123-112. Os Bucks venceram os Hawks no Jogo 6 para avançar para as finais da NBA de 2021, onde, apesar de enfrentar um déficit de 2-0 na série, derrotaram o Phoenix Suns em seis jogos para dar a ele seu primeiro título.
Em 19 de outubro de 2021, Lopez fez sua estreia na temporada de 2021-22 pelos Bucks e registrou oito pontos, cinco rebotes e três bloqueios na vitória por 127-104 sobre o Brooklyn Nets. Após esse jogo, ele foi afastado indefinidamente com uma lesão nas costas. Não havia previsão de retorno. Em 2 de dezembro, ele passou por uma cirurgia e foi oficialmente descartado por tempo indeterminado. Lopez fez seu retorno em 14 de março de 2022 e registrou 6 pontos, 1 rebote, 1 assistência e 1 roubo de bola em uma vitória contra o Utah Jazz. Em 20 de abril, Lopez registrou 25 pontos e 6 rebotes em uma derrota por 114-110 no Jogo 2 da primeira rodada dos playoffs contra o Chicago Bulls.
Em 16 de novembro de 2022, Lopez marcou 29 pontos e três bloqueios durante uma vitória por 113-98 contra o Cleveland Cavaliers. Em 9 de dezembro, Lopez fez a cesta que venceu o jogo por 106–105 sobre o Dallas Mavericks. Em 9 de março de 2023, Lopez registrou um recorde pessoal de nove bloqueios, além de 24 pontos e 10 rebotes, durante a vitória por 118–113 sobre os Nets. No Jogo 4 da série de primeira rodada dos playoffs contra o Miami Heat, Lopez registrou um recorde pessoal nos playoffs com 36 pontos, 11 rebotes, dois roubos de bola e três bloqueios, mas os Bucks perderam o jogo por 119–114. No jogo seguinte, os Bucks foram eliminados após a terceira derrota consecutiva para o Heat. Durante os playoffs, Lopez ficou em segundo lugar na votação para o Prêmio de Jogador Defensivo do Ano e foi nomeado pela primeira vez para o Primeiro Time de Defesa da NBA.
Em 6 de julho de 2023, Lopez renovou seu contrato com os Bucks. Em 24 de novembro, Lopez igualou seu recorde pessoal com 39 pontos na vitória por 131–128 sobre o Washington Wizards. Em 29 de abril de 2024, durante os playoffs da NBA, Lopez marcou 27 pontos, a maior pontuação do time, e pegou nove rebotes na derrota por 126–113 no Jogo 4 contra o Indiana Pacers.

## Estatísticas da carreira

### NBA

#### Temporada regular
| Year     | Team        | GP    | GS  | MPG  | FG%  | 3P%  | FT%  | RPG | APG | SPG | BPG | PPG  |
| -------- | ----------- | ----- | --- | ---- | ---- | ---- | ---- | --- | --- | --- | --- | ---- |
| 2008–09  | New Jersey  | 82    | 75  | 30.5 | .531 | .000 | .793 | 8.1 | 1.0 | .5  | 1.8 | 13.0 |
| 2009–10  | New Jersey  | 82    | 82  | 36.9 | .499 | .000 | .817 | 8.6 | 2.3 | .7  | 1.7 | 18.8 |
| 2010–11  | New Jersey  | 82    | 82  | 35.2 | .492 | .000 | .787 | 6.0 | 1.6 | .6  | 1.5 | 20.4 |
| 2011–12  | New Jersey  | 5     | 5   | 27.2 | .494 | .000 | .625 | 3.6 | 1.2 | .2  | .8  | 19.2 |
| 2012–13  | Brooklyn    | 74    | 74  | 30.4 | .521 | .000 | .758 | 6.9 | .9  | .4  | 2.1 | 19.4 |
| 2013–14  | Brooklyn    | 17    | 17  | 31.4 | .563 | .000 | .817 | 6.0 | .9  | .5  | 1.8 | 20.7 |
| 2014–15  | Brooklyn    | 72    | 44  | 29.2 | .513 | .100 | .814 | 7.4 | .7  | .6  | 1.8 | 17.2 |
| 2015–16  | Brooklyn    | 73    | 73  | 33.7 | .511 | .143 | .787 | 7.8 | 2.0 | .8  | 1.7 | 20.6 |
| 2016–17  | Brooklyn    | 75    | 75  | 29.6 | .474 | .346 | .810 | 5.4 | 2.3 | .5  | 1.7 | 20.5 |
| 2017–18  | L.A. Lakers | 74    | 72  | 23.4 | .465 | .345 | .703 | 4.0 | 1.7 | .4  | 1.3 | 13.0 |
| 2018–19  | Milwaukee   | 81    | 81  | 28.7 | .452 | .352 | .842 | 4.9 | 1.2 | .6  | 2.2 | 12.5 |
| 2019–20  | Milwaukee   | 68    | 67  | 26.7 | .435 | .314 | .836 | 4.6 | 1.5 | .7  | 2.4 | 12.0 |
| 2020–21† | Milwaukee   | 70    | 70  | 27.2 | .503 | .338 | .845 | 5.0 | .7  | .6  | 1.5 | 12.3 |
| 2021–22  | Milwaukee   | 13    | 11  | 22.9 | .466 | .358 | .870 | 4.1 | .5  | .6  | 1.2 | 12.4 |
| 2022–23  | Milwaukee   | 78    | 78  | 30.4 | .531 | .374 | .784 | 6.7 | 1.3 | .5  | 2.5 | 15.9 |
| 2023–24  | Milwaukee   | 79    | 79  | 30.5 | .485 | .366 | .821 | 5.2 | 1.6 | .5  | 2.4 | 12.5 |
| Carreira | Carreira    | 1.025 | 985 | 29.6 | .495 | .189 | .794 | 5.8 | 1.3 | .5  | 1.7 | 16.2 |
| All-Star | All-Star    | 1     | 0   | 11.0 | .000 | .000 | .750 | 5.0 | 3.0 | .0  | .0  | 3.0  |

#### Playoffs
| Year     | Team      | GP | GS | MPG  | FG%  | 3P%   | FT%  | RPG | APG | SPG | BPG | PPG  |
| -------- | --------- | -- | -- | ---- | ---- | ----- | ---- | --- | --- | --- | --- | ---- |
| 2013     | Brooklyn  | 7  | 7  | 37.6 | .472 | 1.000 | .886 | 7.4 | 1.4 | .9  | 3.0 | 22.3 |
| 2015     | Brooklyn  | 6  | 6  | 39.0 | .494 | .000  | .825 | 9.0 | .8  | .7  | 2.2 | 19.8 |
| 2019     | Milwaukee | 15 | 15 | 29.2 | .455 | .293  | .828 | 5.5 | 1.4 | .4  | 1.9 | 11.2 |
| 2020     | Milwaukee | 10 | 10 | 32.8 | .535 | .396  | .750 | 5.5 | .5  | 1.0 | 1.3 | 15.8 |
| 2021     | Milwaukee | 23 | 23 | 29.0 | .548 | .319  | .860 | 5.9 | .3  | .7  | 1.5 | 13.0 |
| 2022     | Milwaukee | 12 | 12 | 27.7 | .490 | .214  | .913 | 5.9 | .7  | .5  | 1.5 | 10.6 |
| 2023     | Milwaukee | 5  | 5  | 36.3 | .582 | .412  | .769 | 6.4 | 1.2 | 1.4 | 1.8 | 19.0 |
| 2024     | Milwaukee | 6  | 6  | 33.4 | .587 | .435  | .533 | 4.3 | 1.8 | .0  | 1.3 | 17.7 |
| Carreira | Carreira  | 84 | 84 | 33.1 | .520 | .383  | .795 | 6.2 | 1.0 | .7  | 1.8 | 16.1 |

### Universidade
| Year     | Team     | GP | GS | MPG  | FG%  | 3P%  | FT%  | RPG | APG | SPG | BPG | PPG  |
| -------- | -------- | -- | -- | ---- | ---- | ---- | ---- | --- | --- | --- | --- | ---- |
| 2006–07  | Stanford | 26 | 18 | 25.2 | .496 | .200 | .692 | 6.0 | .8  | .4  | 1.7 | 12.6 |
| 2007–08  | Stanford | 27 | 25 | 30.8 | .468 | .000 | .789 | 8.2 | 1.4 | .6  | 2.1 | 19.3 |
| Carreira | Carreira | 53 | 43 | 28.0 | .482 | .100 | .740 | 7.1 | 1.1 | .5  | 1.9 | 15.9 |

Fonte:

## Prêmios e homenagens
- Campeão da NBA: 2021
- Campeão da Copa da NBA: 2024
- NBA All-Defensive Team:
  - Primeiro Time: 2023
  - Segundo Time: 2020

## Vida pessoal
Lopez tem três irmãos: Chris, Alex e Robin. Alex jogou basquete universitário na Universidade de Washington e na Universidade de Santa Clara, e profissionalmente no Japão, Nova Zelândia e Espanha, enquanto Robin também jogou na NBA.

Brook é um minuto mais velho do que seu irmão gêmeo Robin.